# Claudio Elórtegui Gómez
Claudio Domingo Elórtegui Gómez (18 de octubre de 1976) es un periodista y académico chileno.

## Biografía
Es hijo del ingeniero comercial Claudio Elórtegui Raffo, rector de la PUCV. Estudió periodismo en la Escuela de Periodismo de la Pontificia Universidad Católica de Valparaíso, donde hoy es profesor y especialista en comunicación política y medios de comunicación. Tiene Magíster y Doctorado en Periodismo y Ciencias de la Comunicación, ambos por la Universidad Autónoma de Barcelona, España.
Fue conductor de la edición central del noticiario UCV Televisión noticias y actualmente conduce el programa de entrevistas Hablemos Hoy. Es además conductor del Programa Puntos de vista, en Cámara de Diputados Televisión.
Fue representante de UCV Televisión en los debates presidenciales de ANATEL del 11 de enero de 2010, entre los candidatos Sebastián Piñera y Eduardo Frei, y en el de los nueve candidatos de la elección presidencial de 2013, realizado el 30 de octubre de 2013.
En mayo de 2023 fue elegido como director de la Escuela de Periodismo de la Pontificia Universidad Católica de Valparaíso.

## Obras
- Populismo y Comunicación. Barcelona, UOCPress, 2013